# Magyar labdarúgó-bajnokság (első osztály)
A magyar labdarúgó-bajnokság élvonalbeli versenyét 1901 óta rendezik meg. Hagyományos neve: NB I. (nemzeti bajnokság), jelenlegi nevén Fizz Liga. Napjainkban a Magyar Labdarúgó-szövetség szervezi.

## Története
A magyar bajnokság az egyik legrégibb nagy hagyományokkal rendelkező labdarúgó bajnokság Európában. Az elsőt 1901-ben szervezte az MLSZ (Magyar Labdarúgók Szövetsége, ma Magyar Labdarúgó-szövetség), mely 1901 januárjában alakult az addig csak esetleges szervezettséggel játszó csapatok összefogására. E csapatok között számos olyan klubot találunk, amelyek mind a mai napig aktív résztvevői a bajnokságnak, és olyanokat is melyek nevei ma már csak a legvérmesebb futballszurkolóknak mondanak valamit.

### A legmeghatározóbb csapatok feltűnése
A három legmeghatározóbb klub, mely már a kezdetektől jelen van a magyar bajnokság több, mint 110 éve íródó történetében, a Ferencvárosi TC, a Magyar Testgyakorlók Köre /MTK/ és az Újpesti Torna Egylet /UTE/. Legkorábban, 1885-ben, az UTE alakult meg, majd ezt követte három évvel később az MTK. S bár a három klub közül utolsóként alakult, mégis elsőként hozta létre labdarúgó szakosztályát az FTC, megalakulásakor, 1899-ben. Ez a példa továbbterjedt a többnyire tornára, vívásra és úszásra koncentráló klubok között.
Az MLSZ a csapatok különböző hazai és nemzetközi eredményeit figyelembe véve szervezett első és második osztályt. Az FTC az első, az UTE a másodosztályba kapott besorolást. Az első osztály tagjai voltak még a BTC, a MUE, MAFC és a BSC. Az MTK 1902-ben nevezett először a másodosztályba és a második helyen végezve rögtön fel is jutott az élvonalba, ahol 1904-ben már meg is szerezte első bajnoki címét. Ekkor kezdődött az "örökrangadó", ugyanis az FTC és az MTK uralta a bajnokság korai évtizedeit, míg az 1930-as években fel nem nőtt melléjük az UTE, a második világháború után pedig jött a Honvéd és a Vasas is. A másodosztályban indult UTE 1905-ben mutatkozott be a legjobbak között, ahonnan története során mindössze egyszer, az 1910-11-es szezonban, kiesett, de a második vonal küzdelmeit százszázalékosan nyerve vissza is jutott az első osztályba.
Mire az UTE az 1929-30-as bajnokságban megszerezte első bajnoki aranyérmét, addigra az FTC 11-szeres, az MTK már 13-szoros bajnok volt. E három csapat dominanciájára jellemző, hogy az 1926 és 1940 között megrendezett 14 bajnokságból mindössze egyszer fordult elő, hogy valamelyik klub leszorult a dobogóról. Ez az 1933-34-es évadban történt, amikor a Debreceni Bocskai, első vidéki csapatként, bronzérmes lett
1940 vízválasztó a magyar bajnokság életében, az addig viszonylag politikamentesen zajló bajnokságba durván beleszólt a politika, amihez a második világháború szolgáltatott tragikus hátteret. Az egyre szigorodó zsidótörvények miatt az MTK - amelyet anno a magyar arisztokrácia és a zsidó nagypolgárság alapított - meghatározatlan időre feloszlatta önmagát. A két nagy ellenfél, az FTC és az UTE vezetősége tiltakozott e döntés ellen és kérte a határozat megváltoztatását. Az MTK labdarúgócsapata így négy idényben nem szerepelt (1940-44). A világháború tizedelése után azonban a klub azonnal bejelentette újjáalakulását (1945).

### A második világháború utáni időszak
A háború zűrzavaros éveit követően az UTE találta meg először korábbi formáját, s lett sorozatban háromszor is bajnok. A három nagy múltú csapat dominanciája azonban nem állt helyre. Az új politikai rendszer nagyobb hangsúlyt fektetett a sport és annak legnépszerűbb ága, a futball tömegformáló erejére, így felépítette saját csapatait. Ez több klub életében hozott jelentős, nem egyszer ellentétes irányú változást. A Kispesti Atlétikai Club, melyet 1909-ben tanáremberek alapítottak, az 1916-17-es idényben mutatkozott be az élvonalban, és nem is kellett sokat várnia az első sikerre, hiszen három évvel később ezüstérmes lett. A háború előtti évtizedekben azonban nem sikerült a klubnak lépést tartania az FTC, MTK, UTE hármassal. A Kispest következő sikerét, egy újabb második helyet, csak 1946-47-ben szerezte.
Az 1948/49-es bajnokság a Ferencváros hatalmas fölényét hozta. A későbbi Aranycsapat három világklasszisával Czibor Zoltánnal, Kocsis Sándorral és Budai II Lászlóval, valamint a "Nemzet Gólvágójával", Deák Ferenccel felálló FTC 11 pont előnnyel nyerte a bajnokságot. Azonban  a politikai vezetés közbeszólt, és a Fradi válogatott játékosait a Kispesthez, valamint a Bp. Dózsához irányították. Az a játékos, aki az FTC-ben maradt, többé nem lehetett válogatott.
Az 1947-es ezüst és 1949-es bronzérem már előrejelezte, hogy egy erős kispesti utánpótlás bontogatja szárnyait Puskás és Bozsik vezetésével. 1949 decemberében a Kispesti AC sem kerülhette el az új név felvételét, így első bajnokságát Bp. Honvéd néven nyerte a klub. 1950-ben az addig vidéknek számító Kispest, Csepel és Újpest Budapest egy-egy kerülete lett. 1950 nyarán politikai irányítással érkezett a Honvédba Grosics, majd két korábbi Fradi játékos, Kocsis és Budai II. A még jobban megerősített csapat az új rendszer kirakatcsapata lett és a Honvédelmi Minisztérium égisze alá került. A Honvéd az '50-es években összesen ötször nyert bajnoki címet. A következő évtizedekben is meghatározó volt a klub, 7 ezüstérmet is szerzett, de újabb bajnoki aranyat csak 25 év szünetet követően tudtak szerezni.
A politika futballba való beavatkozásának hasonló, bár kisebb mértékű esetét figyelhetjük meg a Vasas csapatánál, mely 1911-ben alakult a Vas- és Fémmunkások Szakszervezetének klubjaként. A Kispesthez hasonlóan az 1916-17-es idényben mutatkoztak be az első osztályban, és a következő években több bronzéremmel bizonyították ambíciójukat. A csapat azonban több alkalommal is kiesett az első osztályból, és igazán csak 1942-es feljutásuk után tudtak ott megragadni. A Kispest csapatához hasonlóan a Vasas csillaga is az új rendszerben kezdett el igazán fényesedni, a klub elnöke egy időben maga Kádár János volt.
Gyökeresen más volt azonban az FTC viszonya az új hatalommal. Miután rájuk sütötték a reakciós jelzőt, megpróbálták a klubot mindenféle módon ellehetetleníteni. Előbb ÉDOSZ (mint az Élelmiszeripari Dolgozók Országos Szakszervezetének csapata), majd Bp. Kinizsi néven kellett szerepelnie, és zöld-fehér színeit is piros-fehérre kellett változtatnia. A meghatározó játékosait vesztett klub azonban erősen megfiatalított együttesével is elért több harmadik helyezést, mintegy jelezve, hogy visszavetni lehet, de szétzúzni nem.
A három korábbi nagy csapat közül az '50-es éveket egyértelműen az MTK nevezheti sikeresnek, mert bár folyamatosan nevet kellett váltani a klubnak, de Bp. Textiles/Bp. Bástya/Bp. Vörös Lobogó nevek alatt három bajnoki címet is nyert. Az átkeresztelést az UTE sem kerülhette el, de Budapesti Dózsa néven a csapatnak nem ment annyira. Az FTC-hez hasonlóan néhány dobogós helyet tudott felmutatni ebből az időszakból.
1956 újabb mérföldkő a magyar labdarúgásban. A forradalom itt is megtette hatását. 1956 november 1-jén a ferencvárosi sportolók megszüntették a Bp. Kinizsit és visszaállították az FTC-t. Még ugyanezen a napon újjáalakult az MTK is, immár második alkalommal. 1957 januárjában, hosszas egyeztetések után a Budapesti Dózsa a korábbi UTE helyett az Újpesti Dózsa SC nevet vette fel, és egyesülnie kellett a Belügyminisztérium sportszervezeteivel.
Egyes klubok felfejlesztése, míg más klubok lezüllesztése véget vetett a háború előtt oly sikeres három csapat uralmának. Az MTK 1963-ban még KEK döntőt játszhatott, de a '60-as évek végétől a középcsapatok szintjére süllyedt, s az 1957-58-as szezonban nyert bajnoki címét csak 29 évvel később követte az újabb aranyérem, de előtte az is megesett az MTK-val, ami korábban még soha: az 1980-81-es szezonban kiesett az élvonalból, azonban egy szezont töltve a másodosztályban azonnal vissza is jutott a legjobbak közé.
A '60-as évek az FTC sikersorozatát és a Vasas legjobb évtizedét hozták. Mindkét klub négyszer lett bajnok ebben az évtizedben, és az FTC, sporttörténelmet írva, első magyar csapatként nemzetközi kupát nyert 1965-ben, a Vásárvárosok Kupáját (a mai EL elődjét), míg legendás csatáruk, Albert Flórián a legjobb európai labdarúgónak járó Aranylabdát kapta meg 1967-ben. Az Aranylabdát annak a Ferencvárosnak az ikonja, vezére nyerte el, amely csapat 1965. és 1975. között - egyedülállóan - három nemzetközi kupadöntőt játszhatott. A már említett 1965-ös VVK győzelem mellett 1968-ban VVK ezüst, majd 1975-ben - már Albert nélkül, egy megfiatalított "csikócsapattal" - a Kupagyőztesek Európa Kupája második helyezés gazdagította tovább a Fradi történelmét és nemzetközi elismertségét.
A kor hullámvasutazását azonban az FTC sem kerülte el, amit az is mutat, hogy a '70-es és '80-as években összesen két bajnoki címet nyert.
A többi csapat gyengülése, esetleges botladozása, valamint a pártállami Belügyminisztérium kiemelt támogatása  A világ legjobbai között számon tartott csatársor összeállása (Fazekas, Göröcs, Bene, Dunai II., Zámbó) tette lehetővé az Újpesti Dózsa szárnyalását, mely az 1969 és 1980 között lejátszott tizenkét bajnokságból kilencet nyert meg, és az FTC-hez hasonlóan a nemzetközi porondon is vitézkedett, amit az 1969-es Vásárvárosok Kupája döntő, és az 1974-es BEK elődöntő fémjelez.
A '80-as évek úgy indultak, hogy a Ferencváros az 1980/81-es bajnoki címét meg tudja védeni, de a győri RÁBA ETO 1982-ben és 1983-ban is megelőzte. A '80-as évek további része a másik pártállami csapat, a Bp. Honvéd bajnoki címeit hozta. Ez alól a kivételt az 1986/87-es szezon jelentette, amikor az akkori MLSZ elnök csapata, az MTK nyerte a bajnokságot. Ebben az évtizedben nemzetközi szinten csak a Videoton ért el számottevő sikert azzal, hogy 1985-ben bejutott az UEFA Kupa döntőjébe.

### A rendszerváltás után
Az 1990-es év újabb mérföldkő, 1940-hez és 1956-hoz hasonlóan, hiszen lezárta a megkopott sikerű és erejű magyar labdarúgásban a többé-kevésbé sikeres '80-as éveket. Ekkor még kijutott a válogatott világversenyre (1982-es, 1986-os világbajnokság), játszott magyar csapat nemzetközi kupa döntőjében (a Videoton FC az UEFA-kupa sorozatában a Real Madrid CF ellen), de a sikerek egyre kisebbek lettek és egyre nagyobb időközökkel születtek. 1990-ben ezeknek már csak az emléke élt. A világ futballja minden mutatóban megelőzte a magyart. Technikailag, fizikálisan, mentálisan, szervezettségben, a klubok gazdasági hátterében több évtizedesre nőtt a magyar futball lemaradása.
Amíg 1990 előtt előbb az állam, majd az állam által kiválasztott gyárak, intézmények és minisztériumok tartották el a klubokat /Győr - Rába Gépgyár; Székesfehérvár - Videoton Művek; MTK - bank- és hitelintézetek; FTC - Mezőgazdasági és Élelmezésügyi Minisztérium; Újpesti Dózsa - Belügyminisztérium; Budapesti Honvéd - Honvédelmi Minisztérium/, addig 1990 után a klubok nyereségorientált szervezetekké váltak, magánkézbe kerültek és helyüket keresték a rendszerváltás utáni viszonyok között. Ez elengedhetetlenül a színvonal további csökkenéséhez és szervezeti káoszhoz vezetett. A klubokat  többnyire kispénzű és sokszor kisstílű magánbefektetők egymás után tették tönkre. A csapatok mögött sokszor fiktív számlákon több milliós vagy milliárdos bevételekkel rendelkező cégek, fantomcégek álltak, átláthatatlan tulajdonosi viszonyokkal, ennek a helyzetnek a levét pedig mindig a klubok itták meg.
A bizonytalanság az összes klubot elérte, és teljesítményükön is nyomot hagyott. A '80-as években sorozatos bajnok Honvéd /5 bajnoki cím az évtizedben/ ugyan a Kispest nevet visszakapva még nyert két bajnoki címet az új évtized elején, de utána leszállóágba került, és története során először, természetesen az egymást váltó tulajdonosok és tulajdonosi körök "szakértő" segítségével 87 szezon után kiesett az élvonalból. A Kispesthez hasonlóan az 1989-90-es bajnok Újpesti Dózsa is elindult a lejtőn, és csak osztályozóval maradt bent 1993-ban. Az Újpest mögött 1990-ben második helyen végző MTK 1994 nyarán másodszor is kiesett az első osztályból, és csak Várszegi Gábor milliárdos vállalkozó fellépése nyomán került ismét vissza az élvonalba. Egyedül az FTC volt az, amely teljesítményében látszólag megingás nélkül vészelte át ezeket az éveket, de a csapat háza tájáról ennek ellenére baljós hírek jöttek. Bár 1990 és 2000 között mindössze kétszer nem végzett dobogón a klub /1994, 2000/, sőt első magyar csapatként a Bajnokok Ligája csoportkörébe is bejutott, a csapat folyamatosan pénzügyi gondokkal küszködött.
A magyar futball vesszőfutását legjobban a Vasas esete példázza. A klub az 1976-77-es bajnoki címe után a középmezőnybe süllyedt, és csak ritkán tudott dobogóra állni. Nem volt ez másként a '90-es években sem, még némi visszaesés is tapasztalható volt a csapat helyezéseiben. Aztán egy befektetői kör hangzatos ígéretek közepette megvásárolta a futball-szakosztályt működtető kft-t, és nagy tervekkel vágott neki a bajnokságoknak. Először úgy tűnt, hogy minden rendeben van, hiszen a klub 1997 és 2001 között háromszor is bronzérmes lett. 2001 nyarán azonban elfogyott a pénz, az egész keretet kiárusították, aminek meglett az eredménye. A Vasas olyan mély szakmai és morális válságba zuhant, hogy kérdés volt, fel tud-e állni ebből a klub. A kaotikus helyzetet jól jellemzi, hogy a csapat kispadján hat (!!) vezetőedző váltotta egymást. Ez gyaníthatóan negatív rekord a magyar futball történetében. Végül azonban a sok edzőváltás sem segített a Vasason, így 60 év után, 2002 nyarán búcsúzott az élvonaltól. A klub kétségbe esett szurkolói jelképesen el is temették csapatukat a Fáy utcában. A pénzügyi helyzet további romlását követően pedig a futball-szakosztály meg is szűnt, és csak fél évvel később éledt újjá, megvéve a Kecskeméti TE másodosztályú licencét.

### Vidéki csapatok az NB I-ben
Vidéki csapat először 1926-ban szerepelt az első vonalban, ha nem számítjuk, hogy Újpestet és Csepelt csak 1950 január 1-jén csatolták Budapesthez, így addig kvázi vidéki csapatnak számítottak. A már említett Debreceni Bocskai mellett a korai időben Szombathely és Szeged csapata érdemel említést, különösen, hogy Szeged volt az első vidéki város, mely egyszerre két csapatot is adott az első osztálynak.
Első vidéki csapatként bajnoki címet az 1943-44-es bajnokságban a Nagyváradi AC nyert, mely a második világháború határváltozásai miatt játszott a magyar bajnokságban. Ezt követően 19 évet kellett várni vidéki sikerre, ekkor, az 1963-as őszi bajnokságban a Győri ETO nyert bajnoki címet. Újabb 20 év után ismét a Győr nyert vidéki csapatként 1982-ben, majd a következő évben megvédte címét. Győr a vidéki labdarúgás egyik fellegvárává nőtte ki magát, bár a 2000-es évek közepétől Debrecen átvette a legsikeresebb vidéki csapat címét, miután 2014-ben már hetedik bajnoki címét szerezte. A klub kitüntette magát a nemzetközi porondon is, miután mind a Bajnokok Ligájában, mind az Európa Ligában bejutott egyszer a csoportkörbe.
Vidéki csapatok közül nyert még bajnoki címet a Vác /1993-94/, a Dunaújváros /1999-2000/, a Zalaegerszeg /2001-02/ és a Székesfehérvár /2010-11, 2014-15, 2017-18/ is. A 2009-10-es szezon volt az első olyan a magyar bajnokság történetében, hogy nem végzett budapesti csapat a dobogón. Erre 109 évet kellett várni, majd ez a 2011-12-es idényben megismétlődött.
A lebonyolítási rendszer többször változott. 1901-től 1905-ig, 1951-től 1956-ig és 1964-től 1969-ig naptári év szerint, 1906 őszétől 1944-ig, 1945 őszétől 1950 tavaszáig, 1957 őszétől 1963 tavaszáig és 1970 őszétől napjainkig őszi-tavaszi rendszerben írták ki a bajnokságot. Az átállás miatt 1906 tavaszán szünetelt a bajnokság; 1950 őszén, 1957 tavaszán, 1963 őszén és 1970 tavaszán féléves bajnokságot rendeztek. Ugyancsak fél évig tartott az 1945 tavaszi bajnokság is, de akkor azért, mert az 1944/45-ös idény ősszel a háborús események miatt félbeszakadt.
A labdarúgó Soproni Liga 6. fordulójának szombati játéknapján (2008. augusztus 30.) az Újpest hazai pályán 4-3-ra verte az újonc Kecskemétet. Ezen a mérkőzésen az Újpest FC történetének 2723. első osztályú mérkőzését játszotta, amivel az örökranglista első helyére lépett, megelőzve ezzel az ősi rivális Ferencvárost, amely akkor egymást követően harmadik idényében szerepelt a másodosztályban. A Ferencváros pályán elért eredmény alapján sosem esett ki az élvonalból, csak a 2006-os kizárása miatt kényszerült a másodosztályba. Jelenleg csupán egy csapat mondhatja el, hogy élvonalbeli bemutatkozása óta mindig az első osztályban maradt: a 2006-ban feljutott Paksi FC.

## Az élvonal korábbi nevei
A bajnokság számos névváltoztatáson ment keresztül, amely 2000 óta a szponzoroktól volt függő.
- PLASZ I. osztály (1926–1935, a Professzionális Labdarúgó-alszövetség rövidítése)
- NB I (a „hagyományos” név 1935 őszétől, - az NB a „nemzeti bajnokság” rövidítése)
- Raab–Karcher NB1 (1997-1998)
- PNB (Raab–Karcher PNB: 1998–1999, PNB: 1999–2000, ami a „professzionális nemzeti bajnokság” rövidítése)
- Borsodi Liga (2001 áprilisától 2003-ig és 2005–2007-ig)
- Arany Ászok Liga (2003–2005-ig)
- Soproni Liga (2007–2010)
- Monicomp Liga (2010–2011)
- OTP Bank Liga (2011–2025)
- Fizz Liga (2025–)

## Eddigi bajnokságok
Az alábbi táblázatban olvashatók az élvonalbeli magyar labdarúgó-bajnokságok dobogós csapatai, gólkirályai. A csapatokat az adott időszakban használt nevükkel jelöltük.

  félkövér    kupagyőztes és bajnokcsapat

  dőlt    kupagyőztes csapat

| Dobogós csapatok, gólkirályok | Dobogós csapatok, gólkirályok | Dobogós csapatok, gólkirályok | Dobogós csapatok, gólkirályok | Dobogós csapatok, gólkirályok                                                                       |
| Szezon                        | Bajnokcsapat                  | Ezüstérmes                    | Bronzérmes                    | Gólkirály (csapat, gól)                                                                             |
| ----------------------------- | ----------------------------- | ----------------------------- | ----------------------------- | --------------------------------------------------------------------------------------------------- |
| 1901                          | Budapesti TC                  | Magyar Úszó Egylet            | Ferencvárosi TC               | Manno Miltiades (BTC, 17 gól)                                                                       |
| 1902                          | Budapesti TC                  | Ferencvárosi TC               | 33 FC                         | Manno Miltiades (BTC, 10 gól)                                                                       |
| 1903                          | Ferencvárosi TC               | Budapesti TC                  | Magyar Testgyakorlók Köre     | Károly Jenő (MTK, 15 gól)                                                                           |
| 1904                          | Magyar Testgyakorlók Köre     | Ferencvárosi TC               | Budapesti TC                  | Pokorny József (FTC, 16 gól)1                                                                       |
| 1905                          | Ferencvárosi TC               | Postás SE                     | Magyar Testgyakorlók Köre     | Károly Jenő (MTK, 15 gól)                                                                           |
| 1906–1907                     | Ferencvárosi TC               | Magyar Atlétikai Club         | Magyar Testgyakorlók Köre     | Kelemen Béla (MAC, 21 gól)                                                                          |
| 1907–1908                     | Magyar Testgyakorlók Köre     | Ferencvárosi TC               | Magyar Atlétikai Club         | Vangel Gyula (MAC, 21 gól)                                                                          |
| 1908–1909                     | Ferencvárosi TC               | Magyar Atlétikai Club         | Budapesti TC                  | Schlosser Imre (FTC, 30 gól)                                                                        |
| 1909–1910                     | Ferencvárosi TC               | Magyar Testgyakorlók Köre     | Nemzeti SC                    | Schlosser Imre (FTC, 18 gól)                                                                        |
| 1910–1911                     | Ferencvárosi TC               | Magyar Testgyakorlók Köre     | Törekvés SC                   | Schlosser Imre (FTC, 38 gól)                                                                        |
| 1911–1912                     | Ferencvárosi TC               | Magyar Testgyakorlók Köre     | Budapesti Atlétikai Kör       | Schlosser Imre (FTC, 34 gól)                                                                        |
| 1912–1913                     | Ferencvárosi TC               | Magyar Testgyakorlók Köre     | Budapesti TC                  | Schlosser Imre (FTC, 33 gól)                                                                        |
| 1913–1914                     | Magyar Testgyakorlók Köre     | Ferencvárosi TC               | Törekvés SC                   | Schlosser Imre (FTC, 21 gól)                                                                        |
| 1914 ősze                     | Ferencvárosi TC               | Budapesti TC                  | III. Kerületi TVE             | Schlosser Imre (FTC, 22 gól)                                                                        |
| 1915 tavasza                  | Ferencvárosi TC               | Magyar Testgyakorlók Köre     | Budapesti TC                  | Schaffer Alfréd (MTK, 17 gól)                                                                       |
| 1915 ősze                     | Magyar Testgyakorlók Köre     | Törekvés SC                   | Ferencvárosi TC               | Schaffer Alfréd (MTK, 19 gól)                                                                       |
| 1916–1917                     | Magyar Testgyakorlók Köre     | Törekvés SC                   | Újpesti TE                    | Schlosser Imre (MTK, 38 gól)                                                                        |
| 1917–1918                     | Magyar Testgyakorlók Köre     | Ferencvárosi TC               | Törekvés SC                   | Schaffer Alfréd (MTK, 46 gól)                                                                       |
| 1918–1919                     | Magyar Testgyakorlók Köre     | Ferencvárosi TC               | Újpesti TE                    | Schaffer Alfréd (MTK, 41 gól)                                                                       |
| 1919–1920                     | Magyar Testgyakorlók Köre     | Kispest AC                    | Ferencvárosi TC               | Orth György (MTK, 28 gól)                                                                           |
| 1920–1921                     | Magyar Testgyakorlók Köre     | Újpesti TE                    | Ferencvárosi TC               | Orth György (MTK, 21 gól)                                                                           |
| 1921–1922                     | Magyar Testgyakorlók Köre     | Ferencvárosi TC               | Újpesti TE                    | Orth György (MTK, 26 gól)                                                                           |
| 1922–1923                     | Magyar Testgyakorlók Köre     | Újpesti TE                    | Ferencvárosi TC               | Priboj István (UTE, 25 gól)                                                                         |
| 1923–1924                     | Magyar Testgyakorlók Köre     | Ferencvárosi TC               | Újpesti TE                    | Jeszmás József (UTE, 15 gól)                                                                        |
| 1924–1925                     | Magyar Testgyakorlók Köre     | Ferencvárosi TC               | Vas- és Fémmunkások SC        | Molnár György (MTK, 21 gól)                                                                         |
| 1925–1926                     | Ferencvárosi TC               | Magyar Testgyakorlók Köre     | Vas- és Fémmunkások SC        | Takács II. József (Vasas, 29 gól)                                                                   |
| 1926–1927                     | Ferencváros FC                | Újpest FC                     | Hungária FC                   | Horváth László (Ferencváros FC és III. kerületi TVAC, 14 gól)2                                      |
| 1927–1928                     | Ferencváros FC                | Hungária FC                   | Újpest FC                     | Takács II. József (Ferencváros FC, 31 gól)                                                          |
| 1928–1929                     | Hungária FC                   | Ferencváros FC                | Újpest FC                     | Takács II. József (Ferencváros FC, 41 gól)                                                          |
| 1929–1930                     | Újpest FC                     | Ferencváros FC                | Hungária FC                   | Takács II. József (Ferencváros FC, 40 gól)                                                          |
| 1930–1931                     | Újpest FC                     | Hungária FC                   | Ferencváros FC                | Vincze Jenő (Bocskai, 20 gól)                                                                       |
| 1931–1932                     | Ferencváros FC                | Újpest FC                     | Hungária FC                   | Takács II. József (Ferencváros FC, 42 gól)                                                          |
| 1932–1933                     | Újpest FC                     | Hungária FC                   | Ferencváros FC                | Jávor Pál (Újpest, 31 gól)                                                                          |
| 1933–1934                     | Ferencvárosi FC               | Újpest FC                     | Bocskai SC                    | Toldi Géza (FTC, 27 gól)                                                                            |
| 1934–1935                     | Újpest FC                     | Ferencváros FC                | Hungária FC                   | Cseh II. László (Hungária, 23 gól)                                                                  |
| 1935–1936                     | Hungária FC                   | Újpest FC                     | Ferencváros FC                | Sárosi György (Ferencváros FC, 36 gól)                                                              |
| 1936–1937                     | Hungária FC                   | Ferencváros FC                | Újpest FC                     | Cseh II. László (Hungária, 36 gól)                                                                  |
| 1937–1938                     | Ferencváros FC                | Újpest FC                     | Hungária FC                   | Zsengellér Gyula (Újpest, 31 gól)                                                                   |
| 1938–1939                     | Újpest FC                     | Ferencváros FC                | Hungária FC                   | Zsengellér Gyula (Újpest, 56 gól)                                                                   |
| 1939–1940                     | Ferencváros FC                | Hungária FC                   | Újpest FC                     | Sárosi György (Ferencváros FC, 23 gól)                                                              |
| 1940–1941                     | Ferencváros FC                | Újpest FC                     | Szeged FC                     | Sárosi György (Ferencváros FC, 29 gól)                                                              |
| 1941–1942                     | Weisz Manfréd FC Csepel       | Újpest FC                     | Szolnoki MÁV                  | Kalmár György (Szeged FC, 35 gól)                                                                   |
| 1942–1943                     | Weisz Manfréd FC Csepel       | Nagyváradi AC                 | Ferencváros FC                | Jenőfi Jenő (Vasas, 26 gól) Zsengellér Gyula (Újpest, 26 gól)                                       |
| 1943–1944                     | Nagyváradi AC                 | Ferencváros FC                | Kolozsvári AC                 | Zsengellér Gyula (Újpest, 33 gól)                                                                   |
| 1944 ősze                     | Ferencváros FC                | Újpest FC                     | Csepel SC                     | Sárosi György (FTC, 13 gól)                                                                         |
| 1945                          | Újpesti TE                    | Ferencvárosi TC               | Csepel SC                     | Zsengellér Gyula (Újpest, 36 gól)                                                                   |
| 1945–1946                     | Újpesti TE                    | Vasas SC                      | Csepel SC                     | Deák Ferenc (Szentlőrinc, 66 gól)                                                                   |
| 1946–1947                     | Újpesti TE                    | Kispesti AC                   | Vasas SC                      | Deák Ferenc (Szentlőrinc, 48 gól)                                                                   |
| 1947–1948                     | Csepeli Munkás TE             | Vasas SC                      | Ferencvárosi TC               | Puskás Ferenc (Kispest, 50 gól)                                                                     |
| 1948–1949                     | Ferencvárosi TC               | Magyar Testgyakorlók Köre     | Kispesti AC                   | Deák Ferenc (Ferencvárosi TC, 59 gól)                                                               |
| 1949–1950                     | Budapesti Honvéd SE           | ÉDOSZ SE                      | Budapesti Textiles            | Puskás Ferenc (Bp. Honvéd, 31 gól)                                                                  |
| 1950                          | Budapesti Honvéd SE           | Budapesti Textiles            | Budapesti Dózsa               | Puskás Ferenc (Bp. Honvéd, 25 gól)                                                                  |
| 1951                          | Budapesti Bástya SE           | Budapesti Honvéd SE           | Budapesti Dózsa               | Kocsis Sándor (Bp. Honvéd, 30 gól)                                                                  |
| 1952                          | Budapesti Honvéd SE           | Budapesti Bástya SE           | Budapesti Dózsa               | Kocsis Sándor (Bp. Honvéd, 36 gól)                                                                  |
| 1953                          | Budapesti Vörös Lobogó        | Budapesti Honvéd SE           | Vasas SC                      | Puskás Ferenc (Bp. Honvéd, 27 gól)                                                                  |
| 1954                          | Budapesti Honvéd SE           | Budapesti Vörös Lobogó        | Budapesti Kinizsi SE          | Kocsis Sándor (Bp. Honvéd, 33 gól)                                                                  |
| 1955                          | Budapesti Honvéd SE           | Budapesti Vörös Lobogó        | Budapesti Kinizsi SE          | Czibor Zoltán (Bp. Honvéd, 20 gól) Machos Ferenc (Bp. Honvéd, 20 gól)                               |
| 1956                          | Budapesti Honvéd SE           | Budapesti Dózsa               | Budapesti Vörös Lobogó        | Szusza Ferenc (Bp. Dózsa, 14 gól)                                                                   |
| 1957 tavasz                   | Vasas SC                      | MTK                           | Újpesti Dózsa SC              | Szilágyi Gyula (Vasas, 17 gól)                                                                      |
| 1957–1958                     | MTK                           | Budapesti Honvéd SE           | Ferencvárosi TC               | Friedmanszky Zoltán (FTC, 16 gól) Molnár János (MTK, 16 gól)                                        |
| 1958–1959                     | Csepel SC                     | MTK                           | Budapesti Honvéd SE           | Kisuczky Róbert (Csepel, 15 gól) Monostori Tivadar (Dorog, 15 gól) Tichy Lajos (Bp. Honvéd, 15 gól) |
| 1959–1960                     | Újpesti Dózsa SC              | Ferencvárosi TC               | Vasas SC                      | Albert Flórián (FTC, 27 gól)                                                                        |
| 1960–1961                     | Vasas SC                      | Újpesti Dózsa SC              | MTK                           | Albert Flórián (FTC, 21 gól) Tichy Lajos (Bp. Honvéd, 21 gól)                                       |
| 1961–1962                     | Vasas SC                      | Újpesti Dózsa SC              | Ferencvárosi TC               | Tichy Lajos (Bp. Honvéd, 23 gól)                                                                    |
| 1962–1963                     | Ferencvárosi TC               | MTK                           | Újpesti Dózsa SC              | Bene Ferenc (Újp. Dózsa, 23 gól)                                                                    |
| 1963 ősz                      | Győri Vasas ETO               | Budapesti Honvéd SE           | Ferencvárosi TC               | Tichy Lajos (Bp. Honvéd, 13 gól)                                                                    |
| 1964                          | Ferencvárosi TC               | Budapesti Honvéd SE           | Tatabányai Bányász SC         | Tichy Lajos (Bp. Honvéd, 28 gól)                                                                    |
| 1965                          | Vasas SC                      | Ferencvárosi TC               | Újpesti Dózsa SC              | Albert Flórián (FTC, 27 gól)                                                                        |
| 1966                          | Vasas SC                      | Ferencvárosi TC               | Tatabányai Bányász SC         | Farkas János (Vasas SC, 25 gól)                                                                     |
| 1967                          | Ferencvárosi TC               | Újpesti Dózsa SC              | Győri Vasas ETO               | Dunai II. Antal (Újp. Dózsa, 36 gól)                                                                |
| 1968                          | Ferencvárosi TC               | Újpesti Dózsa SC              | Vasas SC                      | Dunai II. Antal (Újp. Dózsa, 31 gól)                                                                |
| 1969                          | Újpesti Dózsa SC              | Budapesti Honvéd SE           | Ferencvárosi TC               | Bene Ferenc (Újp. Dózsa, 27 gól)                                                                    |
| 1970 tavasz                   | Újpesti Dózsa SC              | Ferencvárosi TC               | Budapesti Honvéd SE           | Dunai II. Antal (Újp. Dózsa, 14 gól)                                                                |
| 1970–1971                     | Újpesti Dózsa SC              | Ferencvárosi TC               | Vasas SC                      | Kozma Mihály (Bp. Honvéd, 25 gól)                                                                   |
| 1971–1972                     | Újpesti Dózsa SC              | Budapesti Honvéd SE           | Salgótarjáni BTC              | Bene Ferenc (Újp. Dózsa, 29 gól)                                                                    |
| 1972–1973                     | Újpesti Dózsa SC              | Ferencvárosi TC               | Vasas SC                      | Bene Ferenc (Újp. Dózsa, 23 gól)                                                                    |
| 1973–1974                     | Újpesti Dózsa SC              | Ferencvárosi TC               | Rába Vasas ETO                | Kozma Mihály (Bp. Honvéd, 27 gól)                                                                   |
| 1974–1975                     | Újpesti Dózsa SC              | Budapesti Honvéd SE           | Ferencvárosi TC               | Kozma Mihály (Bp. Honvéd, 20 gól) Bene Ferenc (Újp. Dózsa, 20 gól)                                  |
| 1975–1976                     | Ferencvárosi TC               | Videoton SC                   | Újpesti Dózsa SC              | Fazekas László (Újp. Dózsa, 19 gól)                                                                 |
| 1976–1977                     | Vasas SC                      | Újpesti Dózsa SC              | Ferencvárosi TC               | Várady Béla (Vasas, 36 gól)                                                                         |
| 1977–1978                     | Újpesti Dózsa SC              | Budapesti Honvéd SE           | MTK-VM                        | Fazekas László (Újp. Dózsa, 24 gól)                                                                 |
| 1978–1979                     | Újpesti Dózsa SC              | Ferencvárosi TC               | Diósgyőri VTK                 | Fekete László (Újp. Dózsa, 31 gól)                                                                  |
| 1979–1980                     | Budapesti Honvéd SE           | Újpesti Dózsa SC              | Vasas SC                      | Fazekas László (Újp. Dózsa, 36 gól)                                                                 |
| 1980–1981                     | Ferencvárosi TC               | Tatabányai Bányász SC         | Vasas SC                      | Nyilasi Tibor (FTC, 30 gól)                                                                         |
| 1981–1982                     | Rába Vasas ETO                | Ferencvárosi TC               | Tatabányai Bányász SC         | Hannich Péter (Rába ETO, 22 gól)                                                                    |
| 1982–1983                     | Rába Vasas ETO                | Ferencvárosi TC               | Budapesti Honvéd SE           | Dobány Lajos (PMFC és HVSE, 23 gól)                                                                 |
| 1983–1984                     | Budapesti Honvéd SE           | Rába Vasas ETO                | Videoton SC                   | Szabó József (Videoton, 19 gól)                                                                     |
| 1984–1985                     | Budapesti Honvéd SE           | Rába Vasas ETO                | Videoton SC                   | Détári Lajos (Bp. Honvéd, 18 gól) Kiprich József (Tatabánya, 18 gól)                                |
| 1985–1986                     | Budapesti Honvéd SE           | Pécsi Munkás FC               | Rába Vasas ETO                | Détári Lajos (Bp. Honvéd, 27 gól)                                                                   |
| 1986–1987                     | MTK-VM                        | Újpesti Dózsa SC              | Tatabányai Bányász SC         | Détári Lajos (Bp. Honvéd, 19 gól)                                                                   |
| 1987–1988                     | Budapesti Honvéd SE           | Tatabányai Bányász SC         | Újpesti Dózsa SC              | Melis Béla (DMVSC, 19 gól)                                                                          |
| 1988–1989                     | Budapesti Honvéd SE           | Ferencvárosi TC               | MTK-VM                        | Petres Tamás (Videoton, 19 gól)                                                                     |
| 1989–1990                     | Újpesti Dózsa SC              | MTK-VM                        | Ferencvárosi TC               | Dzurják József (FTC, 18 gól)                                                                        |
| 1990–1991                     | Budapesti Honvéd SE           | Ferencvárosi TC               | Pécsi Munkás FC               | Gregor József (Bp. Honvéd, 15 gól)                                                                  |
| 1991–1992                     | Ferencvárosi TC               | Vác FC-Samsung                | Kispest-Honvéd FC             | Fischer Pál (Siófok, 16 gól) Orosz Ferenc (Vác, 16 gól)                                             |
| 1992–1993                     | Kispest-Honvéd FC             | Vác FC-Samsung                | Ferencvárosi TC               | Répási László (Vác, 16 gól)                                                                         |
| 1993–1994                     | Vác FC-Samsung                | Kispest-Honvéd FC             | Békéscsabai Előre FC          | Illés Béla (Kispest, 17 gól)                                                                        |
| 1994–1995                     | Ferencvárosi TC               | Újpesti TE-Novabau            | Debreceni VSC                 | Preisinger Sándor (ZTE, 21 gól)                                                                     |
| 1995–1996                     | Ferencvárosi TC               | BVSC-Dreher                   | Újpesti TE                    | Ihor Nyicsenko (Stadler és FTC, 18 gól)                                                             |
| 1996–1997                     | MTK FC                        | Újpesti TE                    | Ferencvárosi TC               | Illés Béla (MTK, 23 gól)                                                                            |
| 1997–1998                     | Újpesti TE                    | Ferencvárosi TC               | Vasas-Danubius Hotels         | Tiber Krisztián (Gázszer, 20 gól)                                                                   |
| 1998–1999                     | MTK Hungária FC               | Ferencvárosi TC               | Újpesti TE                    | Illés Béla (MTK, 22 gól)                                                                            |
| 1999–2000                     | Dunaferr SE                   | MTK Hungária FC               | Vasas-Danubius Hotels         | Tököli Attila (Dunaferr, 22 gól)3                                                                   |
| 2000–2001                     | Ferencvárosi TC               | Dunaferr SE                   | Vasas-Danubius Hotels         | Kabát Péter (Vasas, 24 gól)                                                                         |
| 2001–2002                     | Zalahús-ZTE FC                | Ferencvárosi TC               | MTK Hungária FC               | Tököli Attila (Dunaferr, 28 gól)                                                                    |
| 2002–2003                     | MTK Hungária FC               | Ferencvárosi TC               | Debreceni VSC                 | Kenesei Krisztián (ZTE, 23 gól)                                                                     |
| 2003–2004                     | Ferencvárosi TC               | Újpesti TE                    | Debreceni VSC                 | Tóth Mihály (Matáv Sopron, 17 gól)                                                                  |
| 2004–2005                     | Debreceni VSC                 | Ferencvárosi TC               | MTK Budapest FC               | Tomáš Medveď (Pápa, 18 gól)                                                                         |
| 2005–2006                     | Debreceni VSC                 | Újpest FC                     | FC Fehérvár                   | Rajczi Péter (Újpest, 22 gól)                                                                       |
| 2006–2007                     | Debreceni VSC                 | MTK Budapest FC               | Zalaegerszegi TE FC           | Bajzát Péter (Győr, 18 gól)                                                                         |
| 2007–2008                     | MTK Budapest FC               | Debreceni VSC                 | Győri ETO FC                  | Waltner Róbert (ZTE, 18 gól)                                                                        |
| 2008–2009                     | Debreceni VSC                 | Újpest FC                     | Szombathelyi Haladás          | Bajzát Péter (Győr, 20 gól)                                                                         |
| 2009–2010                     | Debreceni VSC                 | Videoton FC                   | Győri ETO                     | Nikolics Nemanja (Kaposvár és Videoton, 18 gól)                                                     |
| 2010–2011                     | Videoton FC                   | Paks                          | Ferencváros                   | André Alves (Videoton, 24 gól)                                                                      |
| 2011–2012                     | Debreceni VSC                 | Videoton FC                   | Győri ETO                     | Adamo Coulibaly (Debreceni VSC, 20 gól)                                                             |
| 2012–2013                     | Győri ETO                     | Videoton FC                   | Budapest Honvéd               | Adamo Coulibaly (Debreceni VSC, 18 gól)                                                             |
| 2013–2014                     | Debreceni VSC                 | Győri ETO                     | Ferencvárosi TC               | Simon Attila (Paks, 18 gól) Nikolics Nemanja (Videoton, 18 gól)                                     |
| 2014–2015                     | Videoton FC                   | Ferencvárosi TC               | MTK Budapest FC               | Nikolics Nemanja (Videoton, 21 gól)                                                                 |
| 2015–2016                     | Ferencvárosi TC               | Videoton FC                   | Debreceni VSC                 | Böde Dániel (FTC, 17 gól)                                                                           |
| 2016–2017                     | Budapest Honvéd FC            | Videoton FC                   | Vasas SC                      | Eppel Márton (Budapest Honvéd FC, 16 gól)                                                           |
| 2017–2018                     | Videoton FC                   | Ferencvárosi TC               | Újpest FC                     | Davide Lanzafame (Budapest Honvéd FC, 18 gól)                                                       |
| 2018–2019                     | Ferencvárosi TC               | MOL Vidi FC                   | Debreceni VSC                 | Filip Holender (Budapest Honvéd FC, 16 gól) Davide Lanzafame (FTC, 16 gól)                          |
| 2019–2020                     | Ferencvárosi TC               | MOL Fehérvár FC               | Puskás Akadémia FC            | Radó András (Zalaegerszegi TE FC, 13 gól)                                                           |
| 2020–2021                     | Ferencvárosi TC               | Puskás Akadémia FC            | MOL Fehérvár FC               | Hahn János (Paksi FC, 22 gól)                                                                       |
| 2021–2022                     | Ferencvárosi TC               | Kisvárda Master Good          | Puskás Akadémia FC            | Ádám Martin (Paksi FC, 31 gól)                                                                      |
| 2022–2023                     | Ferencvárosi TC               | Kecskeméti TE                 | Debreceni VSC                 | Varga Barnabás (Paksi FC, 26 gól)                                                                   |
| 2023–2024                     | Ferencvárosi TC               | Paksi FC                      | Puskás Akadémia FC            | Varga Barnabás (Ferencvárosi TC, 20 gól)                                                            |
| 2024–2025                     | Ferencvárosi TC               | Puskás Akadémia FC            | Paksi FC                      | Böde Dániel (Paksi FC, 15 gól)                                                                      |

- 1 Egyes források szerint 12, más források szerint 16 gólt szerzett az idényben![13][14]
- 2 Az 1926-27-es bajnoki szezon gólkirálya Horváth László volt 14 góllal. Az idény elején a Ferencvárosban szerepelt három bajnoki mérkőzésen és egy gólt szerzett. Hivatalosan a III. Kerületi TVE gólkirályának tekintik.
- 3 Tököli Attila összesen 25 gólt szerzett az 1999–2000-es idényben, de a Szeged LC ellen lőtt három gólját a szegediek későbbi kizárása miatt törölték.

## Összesített eredmények
†    megszűnt csapat
| Csapat jelenlegi (vagy utolsó ismert) magyar neve | Győzelmek korábbi néven                                                                           | Bajnoki címek | Aranyérmes szezonok | Ezüstérmek száma | Ezüstérmes szezonok | Bronzérmek száma | Bronzérmes szezonok |
| ------------------------------------------------- | ------------------------------------------------------------------------------------------------- | ------------- | --- | ---------------- | --- | ---------------- | --- |
| Ferencvárosi TC                                   | Ferencvárosi FC néven is                                                                          | 36            | 1903, 1905, 1906–07, 1908–09, 1909–10, 1910–11, 1911–12, 1912–13, 1925–26, 1926–27, 1927–28, 1931–32, 1933–34, 1937–38, 1939–40, 1940–41, 1948–49, 1962–63, 1964, 1967, 1968, 1975–76, 1980–81, 1991–92, 1994–95, 1995–96, 2000–01, 2003–04, 2015–16, 2018–19, 2019–20, 2020–21, 2021–22, 2022–23, 2023–24, 2024–25 | 36               | 1902, 1904, 1907–08, 1913–14, 1917–18, 1918–19, 1921–22, 1923–24, 1924–25, 1928–29, 1929–30, 1934–35, 1936–37, 1938–39, 1943–44, 1945, 1949–50, 1959–60, 1965, 1966, 1970 tavasz, 1970–71, 1972–73, 1973–74, 1978–79, 1981–82, 1982–83, 1988–89, 1990–91, 1997–98, 1998–99, 2001–02, 2002–03, 2004–05, 2014–15, 2017–18 | 22               | 1901, 1919–20, 1920–21, 1922–23, 1930–31, 1932–33, 1935–36, 1942–43, 1947–48, 1954, 1955, 1957–58, 1961–62, 1963 ősz, 1969, 1974–75, 1976–77, 1989–90, 1992–93, 1996–97, 2010–11, 2013–14 |
| MTK Budapest FC                                   | Hungária FC, Budapesti Bástya, Budapesti Vörös Lobogó, MTK FC, MTK Hungária FC és MTK-VM néven is | 23            | 1904, 1907–08, 1913–14, 1916–17, 1917–18, 1918–19, 1919–20, 1920–21, 1921–22, 1922–23, 1923–24, 1924–25, 1928–29, 1935–36, 1936–37, 1951, 1953, 1957–58, 1986–87, 1996–97, 1998–99, 2002–03, 2007–08 | 20               | 1909–10, 1910–11, 1911–12, 1912–13, 1925–26, 1927–28, 1930–31, 1932–33, 1939–40, 1948–49, 1950, 1952, 1954, 1955, 1957 tavasz, 1958–59, 1962–63, 1989–90, 1999–00, 2006–07 | 16               | 1903, 1905, 1906–07, 1926–27, 1929–30, 1931–32, 1934–35, 1937–38, 1938–39, 1949–50, 1960–61, 1977–78, 1988–89, 2001–02, 2004–05, 2014–15                                                  |
| Újpest FC                                         | Újpesti TE és Újpesti Dózsa néven is                                                              | 20            | 1929–30, 1930–31, 1932–33, 1934–35, 1938–39, 1945-tavasz, 1945–46, 1946–47, 1959–60, 1969, 1970-tavasz, 1970–71, 1971–72, 1972–73, 1973–74, 1974–75, 1977–78, 1978–79, 1989–90, 1997–98 | 21               | 1920–21, 1922–23, 1926–27, 1931–32, 1933–34, 1935–36, 1937–38, 1940–41, 1941–42, 1960–61, 1961–62, 1967, 1968, 1976–77, 1979–80, 1986–87, 1994–95, 1996–97, 2003–04, 2005–06, 2008–09, | 19               | 1916–17, 1918–19, 1921–22, 1923–24, 1927–28, 1928–29, 1936–37, 1939–40, 1950, 1951, 1952, 1957 tavasz, 1962–63, 1965, 1975–76, 1987–88, 1995–96, 1998–99, 2017–18                         |
| Budapest Honvéd FC                                | Kispest-Honvéd FC néven is                                                                        | 14            | 1949–50, 1950-ősz, 1952, 1954, 1955, 1979–80, 1983–84, 1984–85, 1985–86, 1987–88, 1988–89, 1990–91, 1992–93, 2016–17 | 12               | 1919–20, 1946–47, 1951, 1953, 1957–58, 1963 ősz, 1964, 1969, 1971–72, 1974–75, 1977–78, 1993–94 | 6                | 1948–49, 1958–59, 1970 tavasz, 1982–83, 1991–92, 2012–13 |
| Debreceni VSC                                     |                                                                                                   | 7             | 2004–05, 2005–06, 2006–07, 2008–09, 2009–10, 2011–12, 2013–14 | 1                | 2007–08 | 6                | 1994–95, 2002–03, 2003–04, 2015–16, 2018–19, 2022–23 |
| Vasas SC                                          |                                                                                                   | 6             | 1957-tavasz, 1960–61, 1961–62, 1965, 1966, 1976–77 | 2                | 1945–46, 1947–48 | 14               | 1924–25, 1925–26, 1946–47, 1953, 1959–60, 1968, 1970–71, 1972–73, 1979–80, 1980–81, 1997–98, 1999–00, 2000–01, 2016–17                                                                    |
| ETO FC Győr                                       | Győri Vasas FC, Rába ETO és Győri ETO FC néven                                                    | 4             | 1963-ősz, 1981–82, 1982–83, 2012–13 | 3                | 1983–84, 1984–85, 2013–14 | 6                | 1967, 1973–74, 1985–86, 2007–08, 2009–10, 2011–12 |
| Csepel SC                                         | Weisz Manfréd FC Csepel és Csepeli Munkás TE néven is                                             | 4             | 1941–42, 1942–43, 1947–48, 1958–59 | –                | – | 2                | 1945, 1945–46 |
| Fehérvár FC                                       | Videoton FC néven                                                                                 | 3             | 2010–11, 2014–15, 2017–18 | 8                | 1975–76, 2009–10, 2011–12, 2012–13, 2015–16, 2016–17, 2018–19, 2019–20 | 4                | 1983–84, 1984–85, 2005–06, 2020–21 |
| BTC                                               |                                                                                                   | 2             | 1901, 1902 | 1                | 1903 | 3                | 1904, 1908–09, 1912–13 |
| Vác FC                                            | Vác FC-Samsung néven                                                                              | 1             | 1993–94 | 2                | 1991–92, 1992–93 | –                | – |
| Nagyváradi AC †                                   |                                                                                                   | 1             | 1943–44 | 1                | 1942–43 | –                | – |
| Dunaújváros FC †                                  | Dunaferr SE néven                                                                                 | 1             | 1999–00 | 1                | 2000–01 | –                | – |
| Zalaegerszegi TE FC                               | Zalahús-ZTE FC néven                                                                              | 1             | 2001–02 | –                | – | 1                | 2006–07 |
| FC Tatabánya                                      |                                                                                                   | –             | – | 2                | 1980–81, 1987–88 | 4                | 1964, 1966, 1981–82, 1986–87 |
| MAC                                               |                                                                                                   | –             | – | 2                | 1906–07, 1908–09 | 1                | 1907–1908 |
| Paksi FC                                          |                                                                                                   | –             | – | 2                | 2010–11, 2023–24 | 1                | 2024–25 |
| Törekvés SE †                                     |                                                                                                   | –             | – | 1                | 1916–17 | 3                | 1910–11, 1913–14, 1917–18 |
| Puskás Akadémia FC                                |                                                                                                   | –             | – | 2                | 2020–21, 2024–25 | 3                | 2019–20, 2021–22, 2023–24 |
| Pécsi Mecsek FC                                   |                                                                                                   | –             | – | 1                | 1985–86 | 1                | 1990–91 |
| Magyar Úszó Egyesület †                           |                                                                                                   | –             | – | 1                | 1901 | –                | – |
| Budapesti Postás SE †                             |                                                                                                   | –             | – | 1                | 1905 | –                | – |
| BVSC-Zugló                                        |                                                                                                   | –             | – | 1                | 1995–96 | –                | – |
| Kisvárda FC                                       |                                                                                                   | –             | – | 1                | 2021–22 | –                | – |
| Kecskeméti TE                                     |                                                                                                   | –             | – | 1                | 2022–23 | –                | – |
| 33 FC †                                           |                                                                                                   | –             | – | –                | – | 1                | 1902 |
| Nemzeti SC †                                      |                                                                                                   | –             | – | –                | – | 1                | 1909–10 |
| BAK †                                             |                                                                                                   | –             | – | –                | – | 1                | 1911–12 |
| Bocskai FC †                                      |                                                                                                   | –             | – | –                | – | 1                | 1933–34 |
| Szegedi AK †                                      |                                                                                                   | –             | – | –                | – | 1                | 1940–41 |
| Szolnoki MÁV FC                                   |                                                                                                   | –             | – | –                | – | 1                | 1941–42 |
| Kolozsvári AC †                                   |                                                                                                   | –             | – | –                | – | 1                | 1943–44 |
| Salgótarjáni BTC                                  |                                                                                                   | –             | – | –                | – | 1                | 1971–72 |
| Diósgyőri VTK                                     |                                                                                                   | –             | – | –                | – | 1                | 1978–79 |
| Békéscsaba 1912 Előre                             |                                                                                                   | –             | – | –                | – | 1                | 1993–94 |
| Szombathelyi Haladás                              |                                                                                                   | –             | – | –                | – | 1                | 2008–09 |

## Klubok
1901 óta, az eddigi 124 bajnoki szezon alatt a következő 109 klub szerepelt a magyar labdarúgó első osztályban (A táblázat nem számolja bele a csapatok szezonjainak számába az 1944–45-ös négy forduló után véget ért bajnokságot, így a táblázatban az Ungvári AC csapata sem szerepel, amely ekkor szerepelt először és utoljára az élvonalban). Továbbá a táblázat nem tartalmazza az 1914 őszi, 1915 tavaszi, 1915 őszi, 1944 őszi és az 1956-os befejezetlenül véget ért bajnokság adatait sem!
A félkövérrel jelölt csapatok jelenleg is az élvonalban szerepelnek. A táblázat a 2025-2026-os idény végéig bezárólag tartalmazza az adatokat!
| Szezonok | Csapat |
| -------- | --- |
| 121      | Ferencvárosi TC |
| 119      | Újpest FC |
| 112      | MTK Budapest FC |
| 107      | Budapest Honvéd FC |
| 88       | Vasas SC |
| 72       | Győri ETO FC |
| 62       | Szombathelyi Haladás |
| 58       | Diósgyőri VTK |
| 56       | Videoton FC |
| 51       | Csepel SC Debreceni VSC |
| 50       | Pécsi Mecsek FC |
| 44       | FC Tatabánya |
| 43       | Zalaegerszegi TE FC |
| 37       | Salgótarjáni BTC |
| 28       | 33 FC |
| 27       | Békéscsaba 1912 Előre |
| 25       | III. Kerületi TVE |
| 24       | Törekvés SE |
| 23       | Szegedi EAC |
| 22       | Dorogi FC Szegedi AK |
| 21       | Nemzeti SC |
| 20       | BFC Siófok Budapesti TC Dunaújváros FC Paksi FC |
| 17       | Magyar AC |
| 16       | Kaposvári Rákóczi FC |
| 15       | Nyíregyháza Spartacus FC |
| 14       | Gamma FC Vác FC |
| 13       | Bocskai FC Budapesti AK Terézvárosi TC |
| 12       | Komlói Bányász SK Puskás Akadémia FC |
| 10       | Budapesti VSC Elektromos SE Kecskeméti TE Rákospalotai EAC Soroksár Szolnoki MÁV FC |
| 9        | Mezőkövesd Zsóry FC |
| 8        | FC Sopron Lombard Pápa Termál FC |
| 7        | Attila FC Kisvárda FC |
| 6        | Budapesti Postás SE Eger SE Phöbus FC Somogy FC VM Egyetértés SK1 |
| 5        | 1908 Szentlőrinci AC KSE Magyar Úszó Egyesület Műegyetemi AFC Sabaria FC Veszprém FC Vívó és Atlétikai Club |
| 4        | BKV Előre SC Budapesti MÁVAG Nagykanizsai Olajbányász SE Ózdi Kohász SE Stadler FC |
| 3        | Erzsébeti Spartacus MTK LE FőTAXI SC Gázszer FC2 Kolozsvári AC Nagyváradi AC Pécsi VSK Szegedi Honvéd SE Székesfehérvári MÁV Előre SC Szürketaxi FC Tipográfia TE Tungsram SC Újvidéki AC Zuglói AC |
| 2        | VII. Kerületi SC Budafoki MTE Budapesti EAC Budapesti SC Gyirmót FC Pécs-Baranya FC Soproni FAC Szegedi VSE Újpesti Törekvés SE |
| 1        | Balmazújvárosi FC Dózsa MADISZ Bőripari DSE Dunaújváros PASE Erzsébeti TC Fővárosi TK Ganz-MÁVAG SE Herminamezei AC Kassai AC Kelenföldi Goldberger SE Kispesti Textil SE Kőbányai Barátság Lampart FC Miskolci VSC Perecesi TK Szeged LC Szolnoki Légierő SK Testvériség SE Tiszakécskei FC Tokodi Üveggyári SC Újpesti MTE Zuglói SE Kazincbarcikai SC |

- 1 A VM-Egyetértés az 1974-75-ös szezon során egyesült az MTK-val MTK-VM néven.
- 2 A Gázszer FC az 1999-00-es szezon során eladta a tavaszi szezonra szóló licencét a PMFC-nek.

## Örökmérleg

### Legtöbbször szerepelt játékosok
2025. április 19-i állapotnak megfelelően.

| #   | Név               | Időszak   | Klubok | Mérk. |
| --- | ----------------- | --------- | --- | ----- |
| 1.  | Végh Zoltán       | 1989–2012 | Veszprém, Rába ETO, BVSC, Vasas SC, MTK Hungária, Videoton FCF, MTK Budapest, Vasas SC, Ferencvárosi TC                                      | 570   |
| 2.  | Kuttor Attila     | 1988–2010 | Videoton SC, Győri ETO, MTK Hungária, Videoton FCF, Diósgyőri FC, MTK Hungária, Debreceni VSC, Balaton FC, Videoton FCF, BFC Siófok, Haladás | 560   |
| 3.  | Illés Béla        | 1986–2006 | Haladás VSE, Kispest Honvéd, MTK Budapest | 540   |
| 4.  | Szabó György      | 1965–1983 | Tatabányai Bányász | 510   |
| 5.  | Böde Dániel       | 2006–     | Paksi FC, Ferencvárosi TC, Paksi FC | 500   |
| 6.  | Szűcs Lajos       | 1994–2015 | Újpesti TE, Ferencvárosi TC, Lombard Pápa | 486   |
| 7.  | Szusza Ferenc     | 1940–1961 | UTE, Újpesti Dózsa | 463   |
| 8.  | Kocsárdi Gergely  | 1994–2012 | Zalaegerszegi TE | 458   |
| 9.  | Gass István       | 1970–1986 | Diósgyőri VTK, Vasas, ZTE | 456   |
| 9.  | Tóth József       | 1969–1986 | Pécsi Dózsa/PMSC, Újpesti Dózsa, MTK-VM | 456   |
| 11. | Bíró Sándor       | 1927–1949 | III. Kerületi TVE, Hungária FC, BKSZRT, Újpest FC, MTK, III. Kerületi TVE                                                                    | 450   |
| 12. | Bozsik József     | 1943–1962 | Kispesti AC, Budapesti Honvéd SE | 447   |
| 13. | Végh Tibor        | 1974–1990 | Videoton SC, Haladás VSE, Veszprémi SE | 438   |
| 14. | Dombi Tibor       | 1993–2014 | Debreceni VSC | 437   |
| 15. | Juhár Tamás       | 1990–2008 | Vasas, UTE | 436   |
| 15. | Kenesei Krisztián | 1996–2016 | MTK Hungária, Győri ETO, Zalaegerszegi TE, Győri ETO, Vasas, Haladás, Lombard Pápa, Vasas                                                    | 436   |
| 17. | Komjáti András    | 1972–1990 | Vasas SC | 433   |
| 18. | Tóth Norbert      | 1992–2011 | Haladás, Videoton, Újpest, Vasas, Videoton, Újpest, REAC, Zalaegerszegi TE, Haladás, Újpest, Lombard Pápa                                    | 425   |
| 19. | Bene Ferenc       | 1961–1978 | Újpesti Dózsa | 418   |
| 20. | Éger László       | 1998–2014 | Dunaferr SE, Debreceni VSC, Paksi FC | 416   |

Félkövéren az aktív játékosokat jelöltük.

### Legtöbb gólt szerző játékosok
A táblázat első 15 helyére több mint 30 éve nem került fel új játékos - 2014. október 3-i állapotnak megfelelően.

| #   | Név              | Időszak                       | Klubok                                               | Gól | Mérkőzés | Átlag |
| --- | ---------------- | ----------------------------- | ---------------------------------------------------- | --- | -------- | ----- |
| 1.  | Szusza Ferenc    | 1940–1961                     | UTE, Újpesti Dózsa                                   | 393 | 462      | 0,85  |
| 2.  | Zsengellér Gyula | 1935–1947                     | Salgótarjáni BTC, UTE                                | 387 | 327      | 1,18  |
| 3.  | Schlosser Imre   | 1906–1915,1916–1922,1926–1927 | Ferencvárosi TC, MTK                                 | 361 | 258      | 1,40  |
| 4.  | Takács II József | 1920–1938                     | Vasas SC, Ferencvárosi TC                            | 359 | 221      | 1,62  |
| 5.  | Puskás Ferenc    | 1943–1956                     | Kispesti AC/Bp. Honvéd SE                            | 358 | 349      | 1,03  |
| 6.  | Sárosi György    | 1931–1948                     | Ferencvárosi TC                                      | 351 | 383      | 0,92  |
| 7.  | Szilágyi I Gyula | 1943–1960                     | Debreceni VSC, Vasas SC                              | 313 | 390      | 0,80  |
| 8.  | Deák Ferenc      | 1944–1954                     | Szentlőrinci AC, Ferencvárosi TC, Bp. Dózsa          | 313 | 232      | 1,31  |
| 9.  | Bene Ferenc      | 1961–1978                     | Újpesti Dózsa                                        | 303 | 418      | 0,72  |
| 10. | Toldi Géza       | 1927–1946                     | Ferencvárosi TC, Gamma FC, Szegedi AK, Zuglói MADISZ | 271 | 324      | 0,84  |
| 11. | Albert Flórián   | 1959–1974                     | Ferencvárosi TC                                      | 256 | 351      | 0,73  |
| 12. | Fazekas László   | 1965–1980                     | Újpesti Dózsa                                        | 251 | 408      | 0,62  |
| 13. | Kocsis Sándor    | 1946–1956                     | Ferencvárosi TC, Bp. Honvéd SE                       | 247 | 249      | 0,99  |
| 14. | Tichy Lajos      | 1953–1971                     | Bp. Honvéd SE                                        | 247 | 320      | 0,77  |
| 15. | Kozma Mihály     | 1969–1984                     | Szegedi AK, Bp. Honvéd SE                            | 234 | 384      | 0,61  |

## Csapatok 2025/2026
A 2025–26-ös magyar labdarúgó-bajnokság első osztályát tizenkét csapat részvételével rendezik.
| A csapat teljes neve       | Székhely      | Stadion                  |
| -------------------------- | ------------- | ------------------------ |
| Debreceni VSC              | Debrecen      | Nagyerdei Stadion        |
| Diósgyőri VTK              | Miskolc       | DVTK-stadion             |
| Kisvárda-Master Good       | Kisvárda      | Várdkerti Stadion        |
| Ferencvárosi TC            | Budapest      | Groupama Aréna           |
| Győr                       | Győr          | ETO Park                 |
| Kolorcity Kazincbarcika SC | Kazincbarcika | Kolorcity Aréna          |
| Nyíregyháza Spartacus FC   | Nyíregyháza   | Városi stadion           |
| MTK Budapest FC            | Budapest      | Hidegkuti Nándor Stadion |
| Paksi FC                   | Paks          | Fehérvári úti stadion    |
| Puskás Akadémia FC         | Felcsút       | Pancho Aréna             |
| Újpest FC                  | Budapest      | Szusza Ferenc Stadion    |
| Zalaegerszegi TE FC        | Zalaegerszeg  | ZTE Aréna                |

## UEFA-együttható
A 2024–2025-as európai kupák kiosztott helyeihez a 2024-es ország-együtthatót vették alapul, amely az országok csapatainak teljesítményét veszi figyelembe a 2019/2020-as szezontól a 2024/2025-asig.
| Helyezés | Szövetség     | Koefficiens (együttható) |
| -------- | ------------- | ------------------------ |
| 21.      | Lengyelország | 25.375                   |
| 22.      | Ciprus        | 22.100                   |
| 23.      | Magyarország  | 21.875                   |
| 24.      | Svédország    | 21.500                   |
| 25.      | Romania       | 21.375                   |

## Jelentős külföldi játékosok
Az alábbi külföldi nemzetiségű labdarúgók lettek magyar gólkirályok, szerepeltek labdarúgó-világbajnokságokon, nyertek klub- és/vagy válogatott kontinenstornákat, vagy léptek pályára az öt legmagasabb UEFA Ország-koefficienssel rangsorolt (2023) európai élvonalbeli bajnokság (angol, spanyol, német, olasz, francia) valamelyikében legalább ötven alkalommal.
A félkövérrel jelölt játékosok szerepeltek hazájuk felnőtt válogatott keretében labdarúgó-világbajnokságon.
- Naçer Bouiche
- Matthew Lowton
- Carlos Marinelli
- Anton Powolny
- Roland Lamah
- Anel Hadžić
- Kenan Kodro
- Muhamed Bešić
- André Alves
- Bruno Moraes
- Diego
- Leonardo Santiago
- Somália
- Jan Šimůnek
- Libor Kozák
- Marek Heinz
- MacBeth Sibaya
- Szok Hjondzsun
- Abdul Kader Keïta
- Benjamin Angoua
- Junior Tallo
- Lacina Traoré
- Adamo Coulibaly
- David N’Gog
- Mateo Pavlović
- Pálfi Béla
- Robert Warzycha
- Artjoms Rudņevs
- Enisz Bardi
- Benjamin Lauth
- Darius Kampa
- Marko Marin
- Philipp Bönig
- Emeka Ezeugo
- Teslim Fatusi
- Davide Lanzafame
- Emiliano Bonazzoli
- Giuseppe Signori
- Luigi Sartor
- Tommaso Rocchi
- Marco Caneira
- Beke Zoltán
- Cristian Dulca
- Dobay István
- Juhász Gusztáv
- Muzsnay Zsolt
- Schwartz Sándor
- Selymes Tibor
- Wetzer Rudolf
- Fernando Fernández
- Francisco Gallardo
- Jairo Samperio
- José Luque
- Juan Calatayud Sánchez
- Danko Lazović
- Marko Dmitrović
- Slobodan Rajković
- Bénes László
- Kamil Kopúnek
- Róbert Mak
- Róbert Vittek
- Saláta Kornél
- Stanislav Šesták
- Tomáš Medveď
- Rácz László
- Densill Theobald
- Aïssa Laïdouni
- Änis Ben-Hatira
- Kris Bright
- Christopher Sullivan
- Peter Vermes
- Artem Milevszkij
- Ihor Nyicsenko
- Kalocsay Géza
- Barátky Gyula
- Bodola Gyula
- Kovács Miklós
- Puskás Ferenc
- Kubala László

## Jelentős külföldi szakvezetők
Az alábbi külföldi nemzetiségű szakvezetők nyertek nemzeti bajnokságokat és/vagy irányítottak külföldi válogatottakat, vagy jelentős labdarúgó-pályafutással rendelkeznek.
| - Bob Holmes - Herbert Burgess - Jimmy Hogan - Peter Stöger - Jos Daerden - Valère Billen - Miroslav Beránek | - Zdeněk Ščasný - Octavio Zambrano - Martti Kuusela - Bernard Casoni - Henk ten Cate - Ricardo Moniz - Dean Klafurić | - Robert Jarni - Stanko Poklepović - Zoran Zekić - Eduard Geyer - Thomas Doll - Henning Berg - Dario Bonetti | - Marco Rossi - Pietro Vierchowod - Roberto Landi - Sztanyiszlav Csercseszov - Paulo Sousa - Joan Carrillo - William McStay | - Michal Hipp - Szerhij Rebrov |

## Külföldi játékvezetők
Az alábbi külföldi nemzetiségű játékvezetők vezettek bajnoki mérkőzéseket.
| - Alfred Haberfellner - Josef Stoll - Ferdinand Marschall - Friedrich Mayer - Friedrich Seipelt - Hugo Meisl - Karl Kainer | - Paul Schiller - Miguel Álvaro García - Alois Obtulovic - Dušan Krchňák - Jozef Marko - Karol Galba - Leo Horn | - Edo Trivković - Borče Nedelkovski - Branislav Tešanić - Konstantin Zečević - Milivoje Gugulović - Živko Bajić - Abdulrahman Hussain | - Banjar Al-Dosari - Aleksander Suchanek - Andrzej Libich - Michał Listkiewicz - Sebastian Jarzębak - Tadeusz Diakonowicz - Antonio Sbardella | - Bruno De Marchi - Carlo Gambarotta - Alexandru Deaconu - Sorin Corpodean - Dragomir Tanović - Ľuboš Micheľ - Richard Havrilla |

## Lásd még
- Magyar labdarúgó-válogatott
- Magyar labdarúgó-bajnokcsapatok listája
- A magyar labdarúgó-bajnokság aranyérmes játékosainak listája
- A magyar labdarúgó-bajnokságok rendszere
- A magyar labdarúgó-bajnokság (első osztály) gólkirályainak listája

## Külső hivatkozások
- Magyar Labdarúgó Szövetség
- Hírek és eredmények a magyar foci első osztályából